# Joeswert
De Joeswert is een actieve korenmolen aan de Mentaweg 1A in het dorp Feerwerd in de Nederlandse provincie Groningen. Vier dagen per week wordt er professioneel met de molen gemalen. Het is een van de weinige molens waar spelt wordt gemalen. Naast de molen staat het molenhuis (Mentaweg 1). De molen is vernoemd naar de direct ten zuiden van de molen gelegen polder Joeswerd, die weer naar de wierde Joeswerd vernoemd is. De molen is van onderen wit gepleisterd.

## Geschiedenis
De voorganger van de molen stond waarschijnlijk op de nu afgegraven noordelijke wierde van Feerwerd aangezien achter het perceel van Valgeweg 15 in Feerwerd waarschijnlijk tot de jaren 1930 de sarrieshut heeft gestaan. Deze molen moest in 1628 echter verdwijnen bij het saneringsplan van de molens in de provincie.
De Joeswert werd in 1855 als koren- en pelmolen gebouwd voor de gortpellerij en graanmalerij van de Garnwerder bakker-molenaar Willem Drewes Faber in het jaar dat ook de belasting op het gemaal werd afgeschaft (de sarrieshut was het onderkomen van de ambtenaar die dit geld moest innen). De locatie aan zuidwestzijde van het dorp hangt samen met de overheersende windrichting. De Joeswert werd gebouwd als een 18,5 meter hoge achtkante bovenkruier met een vlucht van 21 meter om zoveel mogelijk wind te kunnen vangen. De molen heeft een aandrijfcompartiment (in en onder de kop met stenen maalzolder met twee maalstoelen), maalruimte, afwerk- en opslagruimte. In 1900 en 1905 werden respectievelijk de eerste en tweede zeilroeden voorzien van een zelfzwichtingssysteem (vanaf de jaren 1980 met Van Bussel-stroomlijnneuzen).
Eind jaren 1920 kreeg de molen een elektrische hulpmotor (elektrische maalstoel) voor windstil weer. Nadat in 1955 een buitenroede afbrak en naar beneden viel kwamen de wieken stil te staan en werd er alleen nog elektrisch gemalen. In de jaren 1960 werd het tweede koppel stenen verwijderd voor een silo.
In 1967 kocht de gemeente Ezinge de molen. Na enkele keren bij storm beschadigd te zijn geraakt werd de molen in 1974 overgedragen aan de Molenstichting De Meeuw en Joeswert, die de molen tussen 1976 en 1978 geheel restaureerde, waarna de Joeswert in 1979 als productiemolen in gebruik werd genomen. In 1986 werd een nieuwe stroomlijn aangebracht op de molen. Ook werd het tweede koppel stenen toen opnieuw aangebracht. In 1993 werd de molen eigendom van de Molenstichting Winsum, waarin voorgenoemde stichting opging. In 2000 begon het onderhoud achter te lopen, waarop de molen in 2007 een draaiverbod kreeg en alleen de elektrische installatie nog kon worden gebruikt. Tussen 2010 en 2012 werd de molen opnieuw gerestaureerd.

## Afbeeldingen

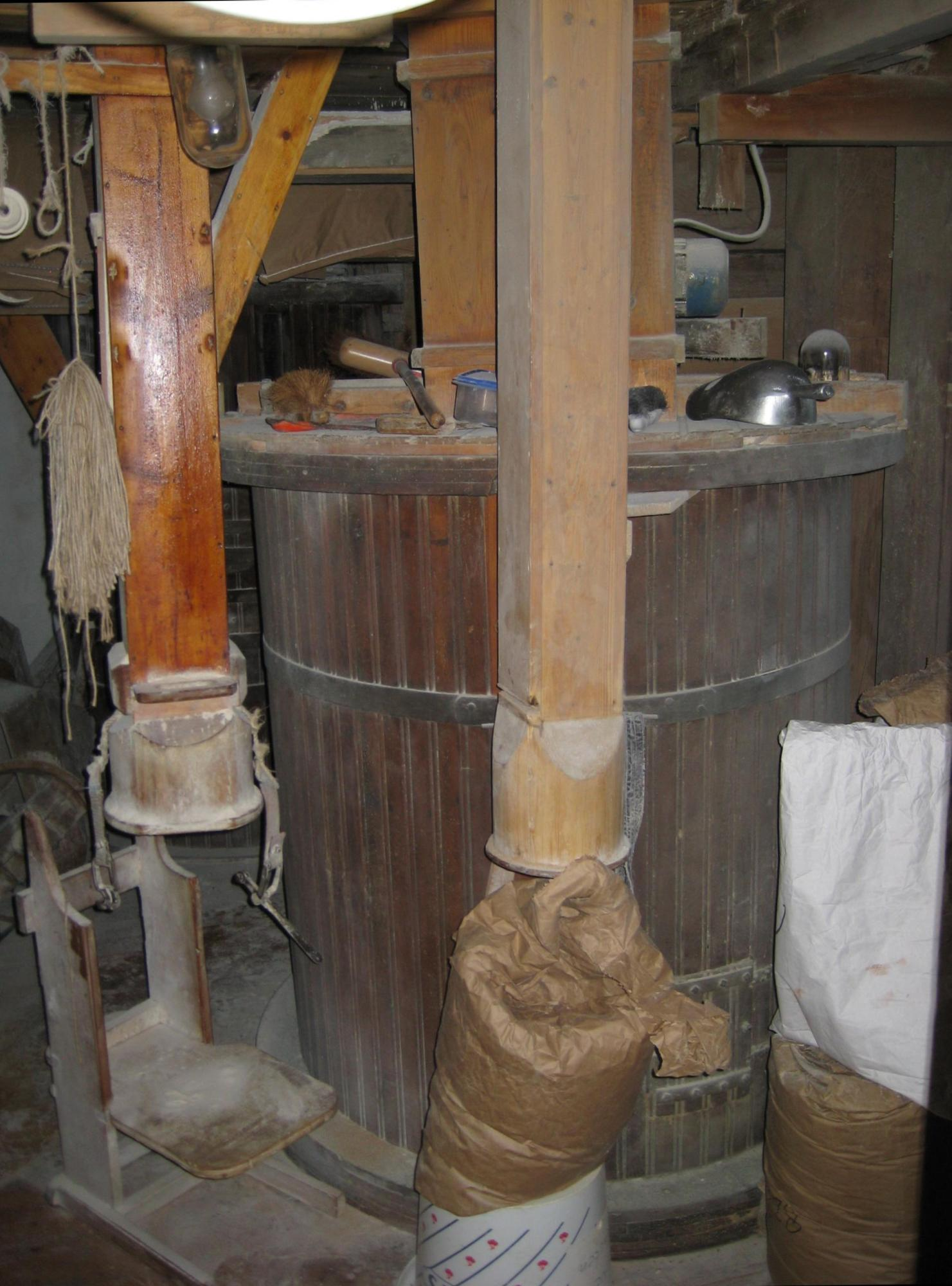
Joeswert, mengketel met meelpijpen (2008)
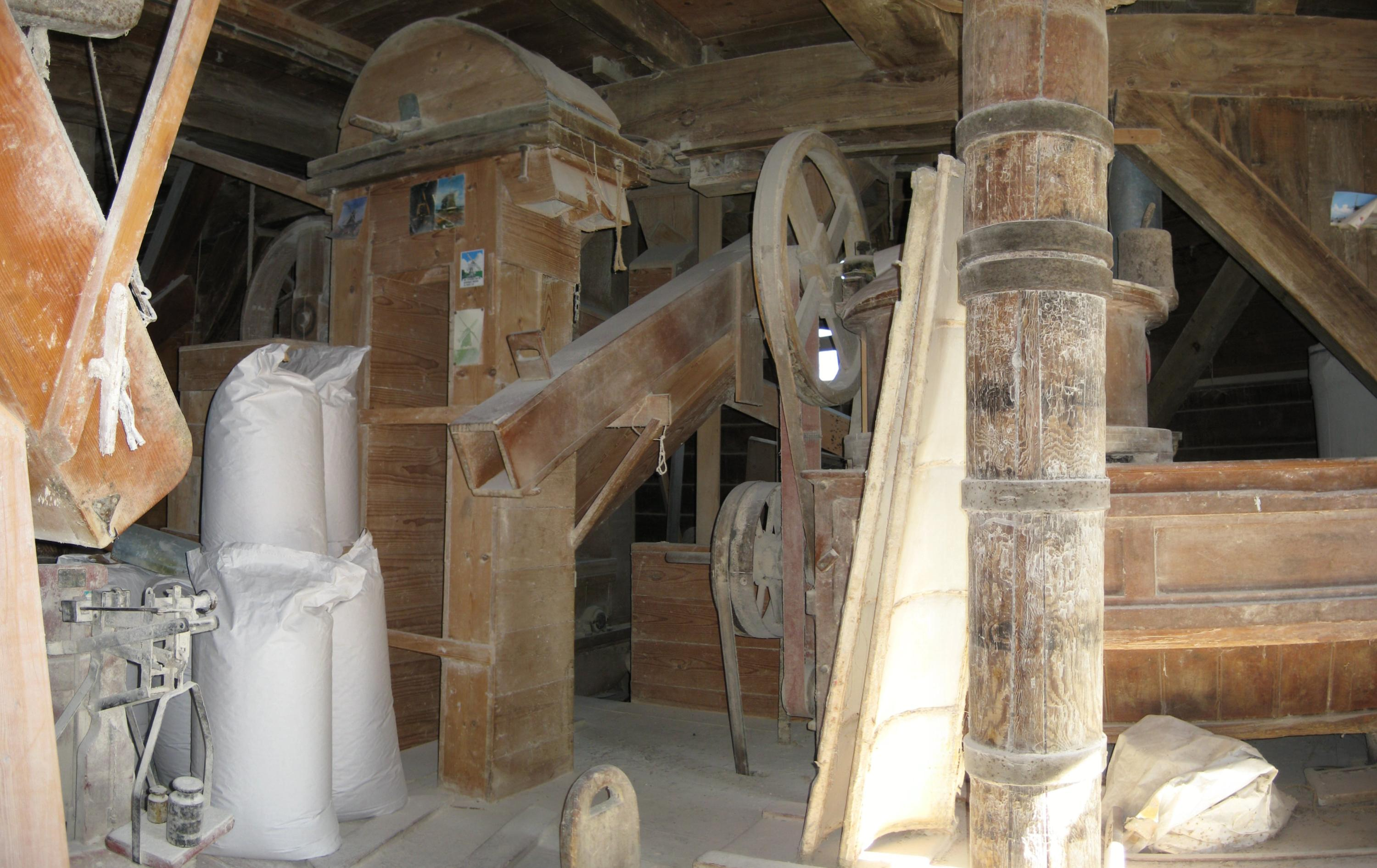
Joeswert, interieur (2008)
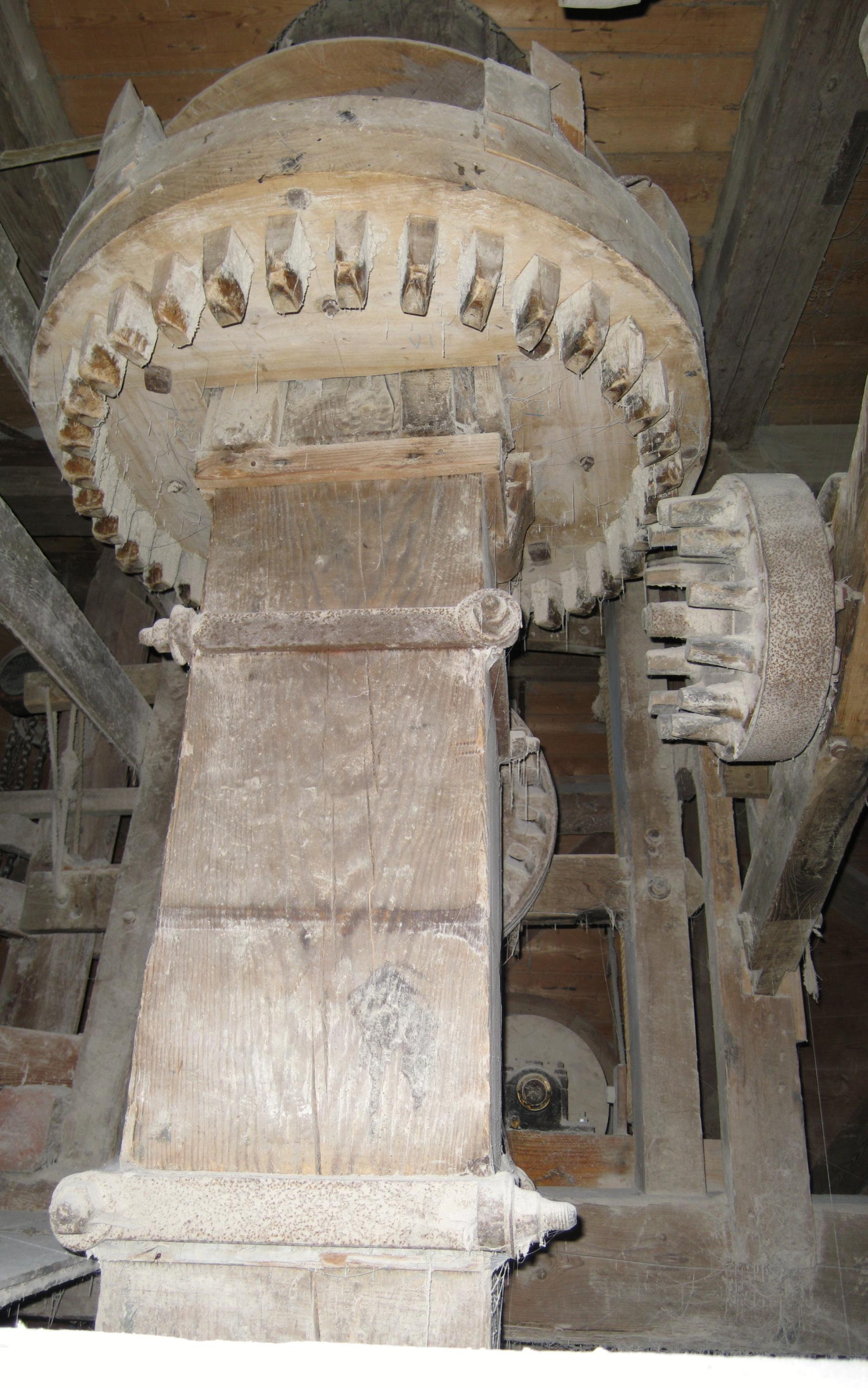
Joeswert, koningsspil (2008)
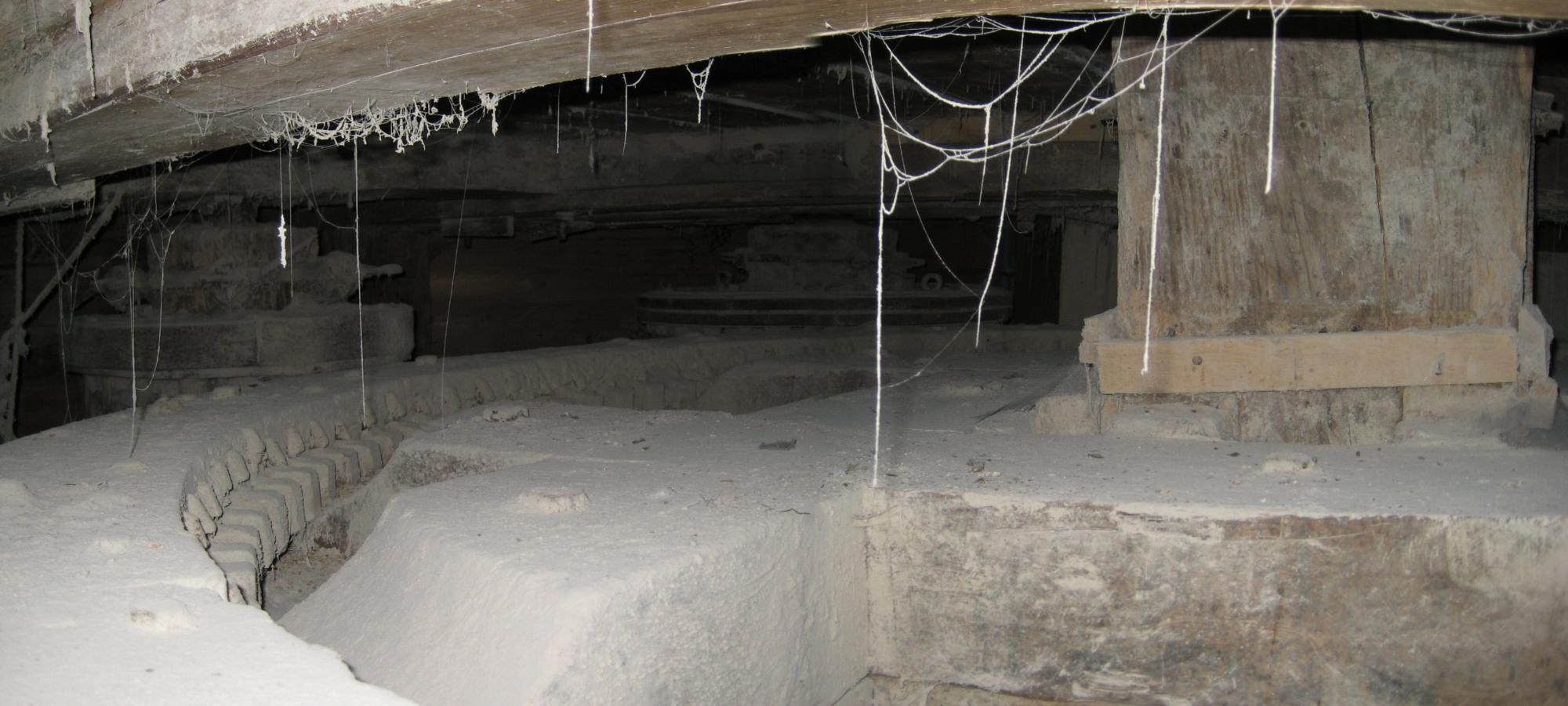
Joeswert, interieur (2008)
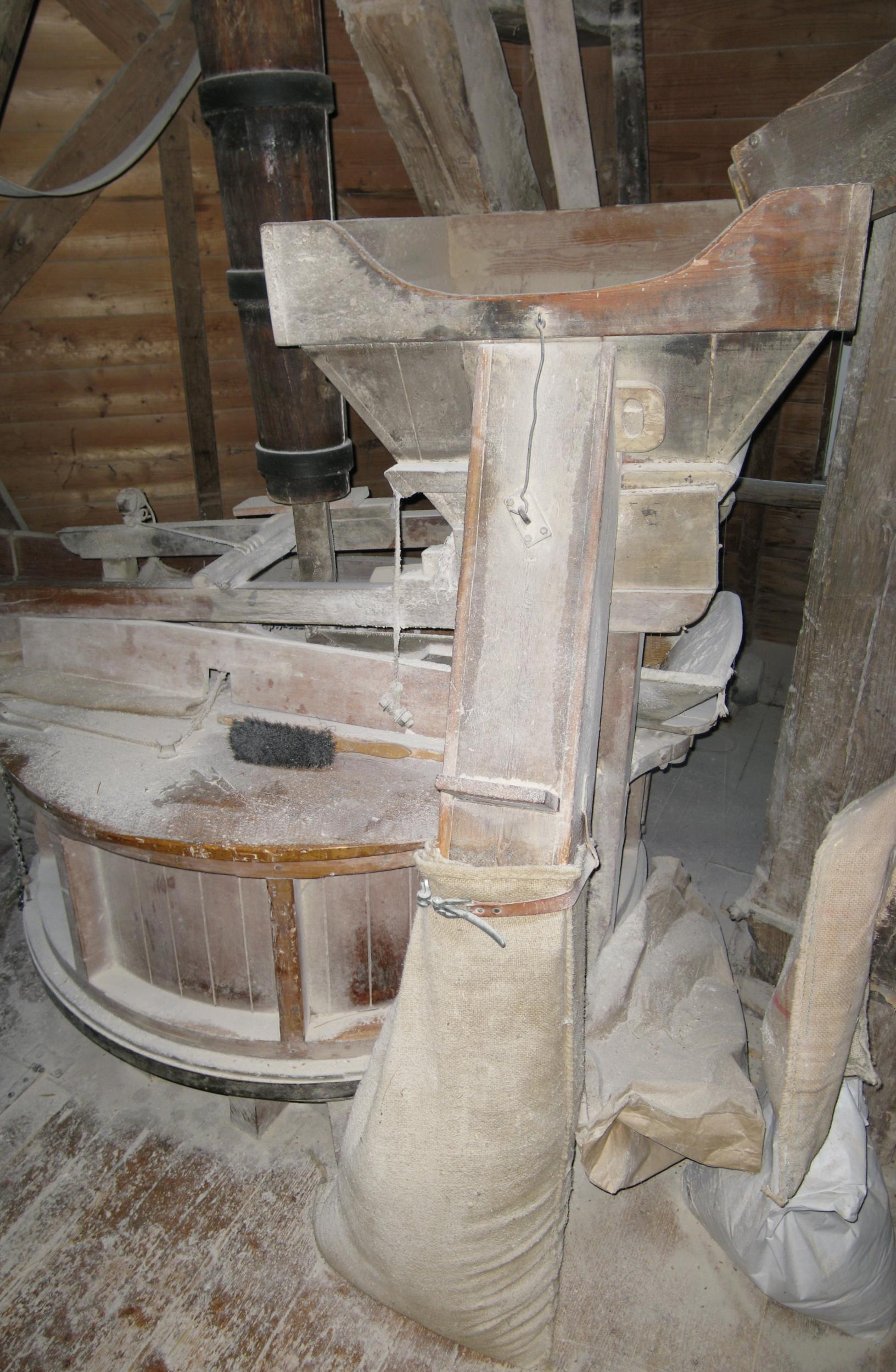
Joeswert, koppel molenstenen met meelpijp (2008)